# Candida auris
Candida auris és una espècie de fong de rent. Va ser detectat el 2009 i pel 2019 s'ha estès pel món de manera imparable.